# Rode koraalduivel
De rode koraalduivel (Pterois antennata) behoort tot de familie van de schorpioenvissen. Het is een rifbewoner met een lengte van ongeveer 20 centimeter. Het leefgebied loopt van Oost-Afrika via Indonesië en Japan tot Australië.
Tijdens de dag verschuilt de rode koraalduivel zich in spleten, onder rotsen en bij koraalformaties. 's Avonds gaat de vis op jacht. Typische prooidieren zijn kleine vissen, garnalen en krabben.
Hoewel de vis niet agressief is kan deze wanneer in het nauw gedreven een zeer pijnlijke verwonding toebrengen met zijn giftige stekels.

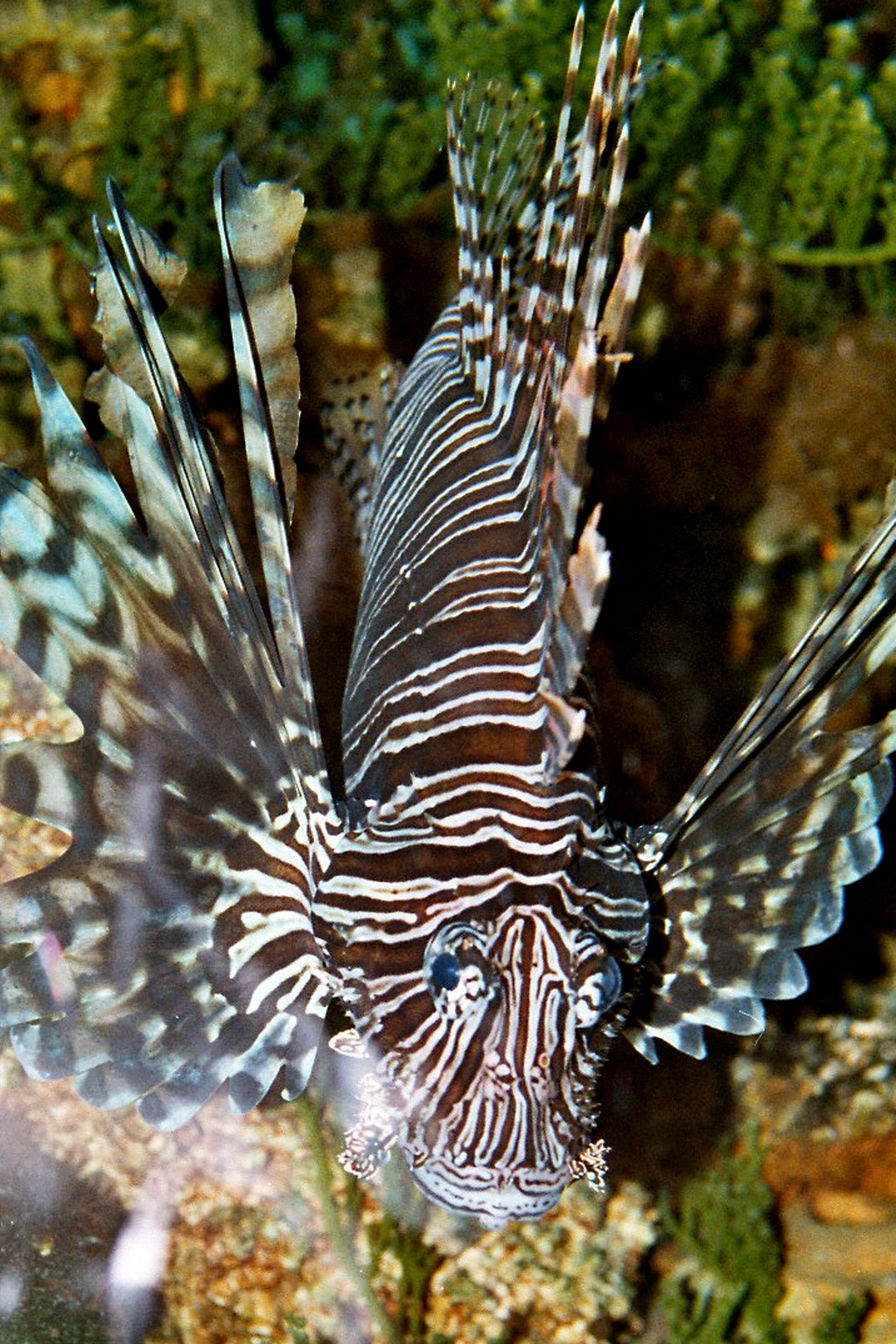
Rode koraalduivel
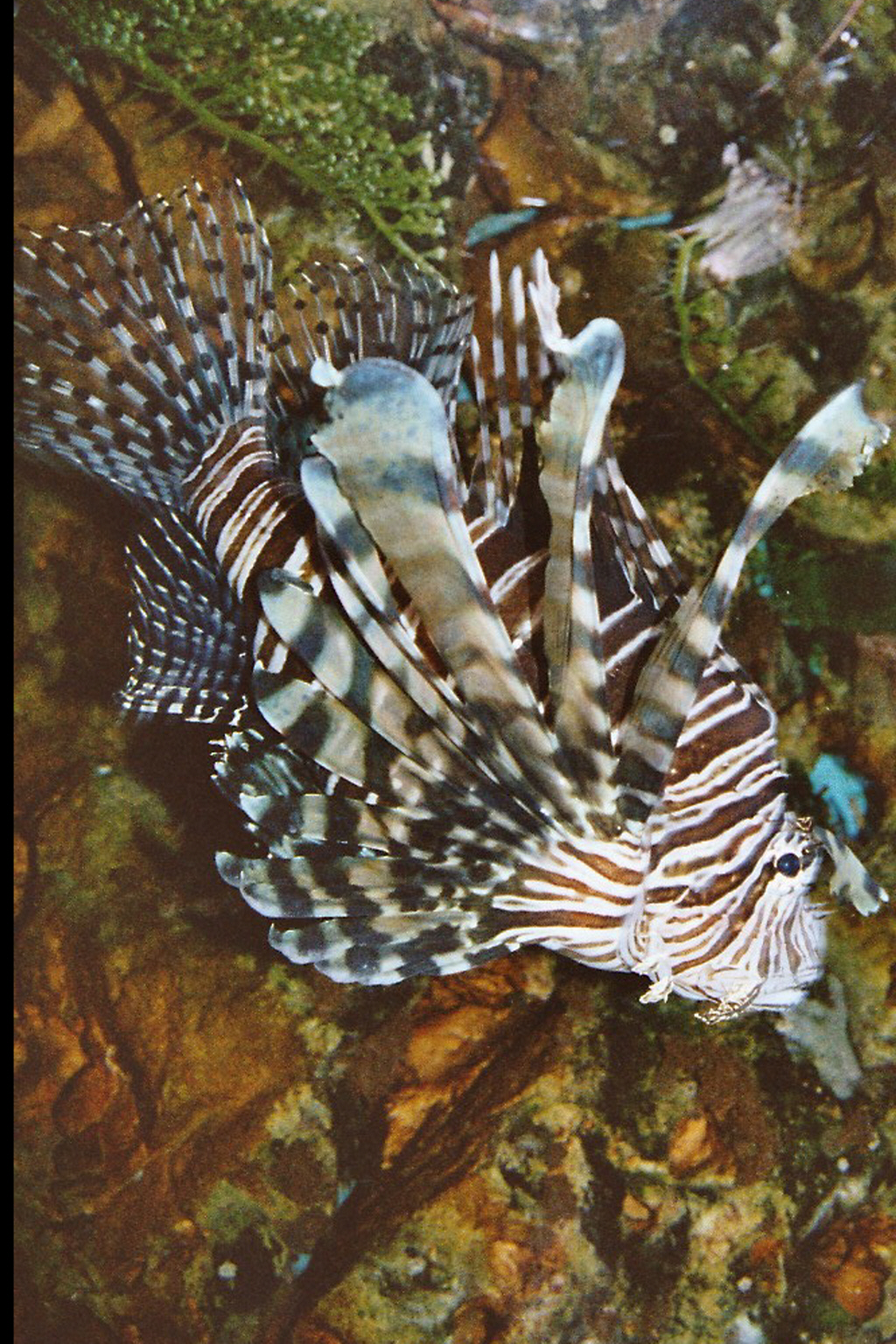